# Psygnosis
Psygnosis fue una empresa inglesa desarrolladora de videojuegos de ordenador, responsable de títulos como el popular Lemmings. La estética de los juegos y de la marca era singular y característica, con dibujos hechos por el dibujante del grupo Yes, Roger Dean.
En 1993 fue adquirida por Sony, desarrollando títulos para PlayStation como la saga Wipeout o F1. En 1999 el núcleo de lo que fue la Psygnosis original pasó a llamarse Sony Studio Liverpool, aunque indirectamente también se puede considerar como sus descendientes a algunos estudios de desarrollo como Bizarre Creations, Traveller's Tales, Creative Assembly y Reflections, que publicaron bajo su sello durante años.
Las oficinas centrales se encuentran en Liverpool, Reino Unido.

## Historia
Psygnosis fue fundada por Ian Hetherington y Jonathan Ellis, de los restos de una empresa llamada Imagine Software disuelta en 1984, de la cual Ellis era director financiero. El primer juego que desarrolló la empresa, Brataccass, fue lanzado en 1985 para Amiga, Atari ST y Macintosh. En 1986, se lanzó Deep Space, un juego de exploración bastante difícil que se distinguía y elevaba por encima del resto por el diseño y la estética de su caja. Era el primero de lo que iba a ser la norma característica en Psygnosis.
El nombre de otro Imagine Megagame (el propuesto pero nunca desarrollado Psyclapse) fue utilizado más tarde por Psygnosis como etiqueta alternativa para algunos de sus lanzamientos, como Ballistix y Captain Fizz Meets The Blaster-Trons.
Durante sus primeros años, Psygnosis se creó una imagen de marca muy fuerte a base de emplear dibujos y diseños de gran calidad para presentar sus productos, realizados mayoritariamente por el dibujante de las portadas del grupo de música Yes, Roger Dean. Por otra parte, todo un equipo de artistas especializados en los campos de la fantasía y la ciencia ficción (Garvan Corbett, Jeff Bramfitt, Colin Rushby, Jim Bowers, y Neil Thompson) formaban una plantilla de lujo que contribuyeron a forjar esa imagen de marca que consolidaría a Psygnosis durante la década de los 80. Y es que, aunque en sus principios Psygnosis se formó como una distribuidora, lo cierto es que se dedicaron en buena parte a colaborar en los desarrollos de programadores que venían a ellos y les enseñaban sus ideas. Buena parte de los juegos publicados por la empresa inglesa eran coproducidos o producidos enteramente por ella, muchas veces confiando a ciegas en el entusiasmo del programador. Hoy día sería impensable un modelo de negocio semejante, pero la fórmula empleada por Psygnosis no solo fue rentable, sino que supuso el origen y la salida a flote de numerosas desarrolladoras que publicaron bajo su sello: Bizarre Creations, Traveller's Tales, Creative Assembly, Reflections, y por supuesto su heredera directa, Sony Studio Liverpool. Esta táctica en aquel tiempo y lugar, daba resultado, porque siempre acababan surgiendo talentos que sacaban grandes juegos que compensaban las ventas de las ideas menos agraciadas.
A finales de los años 90, Jim Bowers (hoy trabajador de la industria de la animación) utilizó por primera vez las escenas intermedias con el denominado Full Motion Video, en un juego de scroll vertical llamado Obliterator. Con una breve pero magistral animación, daría el pistoletazo de salida de una carrera para desarrollar animaciones de introducción cada vez más y más sofisticadas, empezando en las imágenes en 2D con dibujos hechos a mano pasando a las imágenes en 3D renderizadas con Sculpt 4D para Amiga, y más posteriormente con estaciones de trabajo Silicon Graphics.
Mientras la mayoría de las empresas de la época desarrollaban los títulos tanto para Atari ST como para Amiga, Psygnosis empezó a desmarcarse intentando aprovechar la mayor potencia del Amiga para hacer juegos superiores técnicamente. Así, como consecuencia del marcado estilo artístico y de su despliegue técnico, en 1989 vería la luz el que es el buque insignia de su época dorada, Shadow of the Beast. Desarrollado por el estudio Reflections, su uso innovador de parallax scrolling, su sobresaliente estilo artístico y una magistral banda sonora elevaban este título por encima del resto de juegos de Amiga de la época y catapultando a Psygnosis a la fama. Posteriormente se harían conversiones para casi todas las plataformas de la época: Amstrad CPC, Atari ST, Sega Master System, Sega Mega Drive, Commodore 64, SNES y la portátil Atari Lynx.
El segundo gran éxito de la empresa fue el popular Lemmings. Desarrollado por DMA Design originariamente para Amiga, supuso el mayor éxito comercial de la empresa, siendo también convertido a prácticamente todas las plataformas existentes en la época y llegando al millón de ventas. Con este título Psygnosis se consolidó como distribuidora e, intentando emular su éxito, lanzó un amplio surtido de títulos de todas clases durante la primera mitad de los años 90: Notables plataformas como Puggsy de Traveller's Tales o el Wiz n' Liz abrían una última etapa que terminaba de cerrar la época dorada de la empresa, degradando en parte la imagen exótica y fantasiosa que se había labrado durante la segunda mitad de los 80.
En 1993 Psygnosis fue adquirida por Sony, desarrollando buena parte de la primera hornada de títulos para PlayStation como Wipeout o Destruction Derby, que junto con la ayuda de Namco y su Ridge Racer, contribuyeron notablemente a formar la imagen de la primera consola de la empresa nipona en sus primeros tiempos, especialmente en Europa. Psygnosis llevó adelante numerosos éxitos para PlayStation, como Colony Wars, G-Police, Formula One, (el primer gran simulador de coches para la consola de SONY) o el magistral Wipeout 2097, continuación del original que salió posteriormente también en Sega Saturn y PC.
En 1999 pasó a llamarse Sony Studio Liverpool.
En 2012 Sony, cierra esta división después de 28 años de trayectoria, y vuelve abrir tras un comunicado en Twitter en 2012.

## Software

### Videojuegos destacados
- Wipeout 2097
- Lemmings
- Alundra
- Shadow of the Beast
- Destruction Derby
- Discworld
- Discworld II

Otros títulos destacables serían;
- Flink (megadrive) un arcade plataformero muy original
- Wipeout (psx) la primera parte del clásico juego de naves
- Blood money(amiga500) un shooter de los de toda la vida
- The killing game machine(amiga500) un arcade de plataformas,muy difícil
- Kingsley's Adventure un juego de plataformas parecido a la serie de the legend of zelda como protagonista un pequeño zorro huérfano que salva al reino de una malvada rata.